# Tip of My Tongue
Tip of My Tongue è una canzone di Lennon-McCartney donata a Tommy Quickly nel 1963. Fu la prima di sole due canzoni Lennon-McCartney donate ad altri artisti (mentre per i Beatles furono quattro singoli: Love Me Do, Strawberry Fields Forever, Come Together e Let It Be) a non arrivare al primo posto in classifica; l'altra è I Don't Want to See You Again.

## La storia
Per la realizzazione di un secondo singolo dei Beatles si era già deciso il lato A, Please Please Me, mentre per il lato B i Beatles erano in dubbio su due canzoni: Ask Me Why e Tip of My Tongue. Scegliendo la prima, Tip of My Tongue divenne uno scarto, che venne donato a Tommy Quickly, un altro artista avente come manager Brian Epstein. La versione dei Beatles venne ugualmente pubblicata sul bootleg Secret Songs: Lennon & McCartney. La canzone è stata inclusa nella raccolta The Songs Lennon and McCartney Gave Away.
I Badbeats hanno registrato una cover nel 1979. Venne pubblicata come singolo, avente come lato B un'altra canzone di Lennon e McCartney, One and One Is Two. Fu la prima volta che la canzone venne pubblicata negli USA. La tribute band dei Beatles The Beatnix ha registrato una cover nel 1998.